# Waldemar Nowakowski (żołnierz)
Waldemar Jerzy Nowakowski, ps. Gacek (ur. 3 stycznia 1933 w Warszawie, zm. 28 listopada 2023) – polski działacz niepodległościowy, podpułkownik Wojska Polskiego, jeden z najmłodszych uczestników powstania warszawskiego. Po II wojnie światowej zaangażowany w działalność antykomunistyczną w ramach organizacji WiN.

## Życiorys
Urodził się w X Pawilonie na terenie Cytadeli Warszawskiej. Jego ojciec, mjr Władysław Nowakowski, był oficerem 30 pułku Strzelców Kaniowskich, podczas powstania warszawskiego dowodził Zgrupowaniem AK „Żubr” na Żoliborzu.
W 1937 rodzina Nowakowskich przeprowadziła się na Koło, do budynku przy ul. Obozowej 85, gdzie matka Waldemara, Halina, prowadziła gabinet dentystyczny. Na Kole Waldemar uczestniczył podczas okupacji w zbiórkach Szarych Szeregów.
1 sierpnia 1944 zameldował się na zbiórce Zgrupowania „Waligóra”. Podczas powstania był sanitariuszem i łącznikiem. Uczestniczył w walkach przedzierając się z lekami i opatrunkami pomiędzy szpitalami Woli, Leszna i Koła. Trzykrotnie przeszedł linię frontu na ul. Górczewskiej. Zatrzymany przez Niemców, uciekł z cywilnej kolumny jenieckiej i przedarł się do Boernerowa, a następnie do matki, do Tomaszowa Mazowieckiego. Do stolicy wrócił 20 stycznia 1945.
Po zakończeniu wojny zaangażował się w konspirację antykomunistyczną. Był współorganizatorem Harcerskiego Ruchu Oporu. Od 1948 należał do organizacji Wolność i Niezawisłość. Uczestniczył w akcjach dywersyjnych polegających na produkowaniu i rozlepianiu ulotek o tematyce patriotycznej i antysowieckiej. Na początku 1949 brał udział w próbie wysadzenia pod Mińskiem Mazowieckiem pociągu kursującego pomiędzy Berlinem a Moskwą. Był dwukrotnie aresztowany przez funkcjonariuszy UB (1950 i 1951). Za działalność wywrotową został skazany na jedenaście lat więzienia, zamienionego ostatecznie na sześć lat pozbawienia wolności. Przebywał w więzieniach na Cyryla i Metodego, Jaworznie (więzienie dla małoletnich) i Montelupich w Krakowie. Wyszedł po trzech latach.
Członek komitetu założycielskiego Związku Powstańców Warszawskich, a także Związku Byłych Więźniów Politycznych okresu Stalinowskiego, Warszawskiego Obwodu Zrzeszenia Wolność i Niezawisłość oraz Związku Młodocianych Więźniów Politycznych PRL „Jaworzniacy”. Był kolekcjonerem militariów. Miał blisko tysiąc eksponatów – oprócz broni zbierał mundury, hełmy, odznaki, opaski i inne akcesoria. Współpracował również z Muzeum Powstania Warszawskiego, właśnie jako ekspert w dziedzinie starej broni.
17 marca 2016 mianowany na stopień podpułkownika w stanie spoczynku. Pośmiertnie, decyzją szefa MON Mariusza Błaszczaka, awansowany na stopień pułkownika. 
Zmarł 28 listopada 2023 roku, spoczywa na cmentarzu ewangelicko-augsburskim w Warszawie (sektor AL8-1-7A_II).

## Ordery i odznaczenia
- Krzyż Kawalerski Orderu Odrodzenia Polski
- Order Krzyża Niepodległości z Mieczami (15 lutego 2013)[13]
- Medal Wojska
- Krzyż Partyzancki
- Warszawski Krzyż Powstańczy
- Krzyż Armii Krajowej
- Krzyż Więźnia Politycznego Okresu Stalinowskiego[14]
- Medal Stulecia Odzyskanej Niepodległości (2019)[15]
- Medal „Pro Patria”
- Medal „Pro Memoria”
- Odznaka „Weteran Walk o Wolność i Niepodległość Ojczyzny”
- Medal pamiątkowy z okazji 70-lecia powołania Narodowych Sił Zbrojnych (2013)[16]